# Anisodes proconcava
Anisodes proconcava là một loài bướm đêm trong họ Geometridae.